# Henry Meillant
Henry Meillant, pseudonyme de Henri Ravard, né le 4 avril 1924 à Châteaumeillant, dans le Cher, et mort le 7 juillet 2011 à Cosne-Cours-sur-Loire, dans la Nièvre, est un poète et écrivain français.

## Biographie
Son œuvre abondante comprend une vingtaine de recueils de poèmes, dont l'essentiel est réuni sous le titre collectif L'Aventure humaine (7 volumes), mais aussi des romans policiers, avec pour héros récurrent le commissaire Duprat, ainsi que des pièces de théâtre. Il a aussi écrit le scénario du téléfilm L'Homme aux cheveux gris, réalisé par Max Leclerc, interprété notamment par Fernand Sardou et Pauline Carton. 
Ses vers ont été traduits en plusieurs langues et interprétés par de grands comédiens de la Comédie-Française comme Jean Davy, Françoise Kanel ou Jacques Toja. En tout, son œuvre compte une cinquantaine d'ouvrages.
Il a reçu plusieurs prix littéraires au cours de sa carrière, comme le Grand Prix du Roman policier (un prix publicitaire) en 1974 pour L’énigme des perles jaunes et le Grand Prix de Poésie du Président de la République en 1984.
Il a fondé en 1958 la Société poétique de France, devenue en 1960 la Société des poètes et artistes de France (SPAF) ainsi que la revue Art et Poésie dans laquelle il a publié, aux côtés de débutants, les plus grands noms de la littérature. En tant que président de la SPAF, il a remis de nombreux prix à d'illustres écrivains et artistes, tels Léopold Sédar Senghor, Hervé Bazin, Katia Granoff ou encore Daniel Gélin.
Sociétaire de la Société des gens de lettres, président d’Honneur de prestigieux concours littéraires, dont un porte son nom, membre honoraire de plusieurs Académies en France et à l’étranger, il est également officier de l’Ordre national du Mérite à titre littéraire et chevalier des Palmes académiques.
Il s'était installé depuis 1984 à Cosne-Cours-sur-Loire (Nièvre), ville où il avait passé son enfance.
En 2010, il avait publié son dernier recueil de poèmes Dits et Non-dits de l'Amour (Éditions Regards).
Trois de ses romans policiers ont été traduits et publiés en Roumanie. Ses poèmes ont été traduits dans divers journaux étrangers et des anthologies sont parues notamment en Grèce, Espagne, Allemagne et Roumanie.
Il est enterré au côté de son épouse dans le petit cimetière de Saint-Vérain (Nièvre) à une quinzaine de kilomètres de Cosne-Cours-sur-Loire.

## Distinctions
- Chevalier de l'ordre des Palmes académiques
- Officier de l'ordre national du Mérite

## Œuvre

### Poésie
- Panorama : poèmes, Éditions Œuvres nouvelles, 1949
- La Part du rêve, Éditions des Marches, 1951
- L'Aventure humaine, 7 tomes
- - Tome 1 : Les dieux s'amusent, Éditions des Marches, 1954
- - Tome 2 : Présences, poèmes avec textes d'enchaînement en prose poétique, 1957 ; 1er Prix Fédération des écrivains et artistes fonctionnaires
- - Tome 3 : L'Exaltante Épopée, France-Poésie, 1959
- - Tome 4 : Poèmes à vivre, Art et Poésie, 1961 ; illus. de Xavier Van de Ghys
- - Tome 5 : Poèmes intimes, Art et Poésie, 1963 ; illus. de Jean Cocteau
- - Tome 6 : Poèmes secrets, Art et Poésie, 1967
- - Tome 7 : Poèmes pour demain, Art et Poésie, 1969
- Reflets Poétiques de l'Ethnie Française, tome 1, Grassin, 1968
- L'Aventure humaine, "Extraits", Centre d'art national français, 1971
- Un lapin rose, Art et Poésie, 1972; Illus. de Didier Reynal
- Un petit monde parallèle, Art et Poésie, 1975 ; Prix Gabriel Vicaire
- Reflets Poétiques de l'Ethnie Française, tome 2, Grassin, 1978 ; préface de Jean Guirec
- Les contes de la terre, Art et Poésie, 1978; Grand Prix des Muses
- Éducation poétique, Art et Poésie, 1979
- Au seuil des horizons, Poètes du monde, 1980
- Osmoses, Art et Poésie, 1981;Prix Maurice Rollinat ; Prix du Centenaire d'Amélie Murat.
- Poésies buissonnières, Éditions de La Nouvelle Hermine, 1985
- Au-delà des horizons, Art et Poésie, 1985 ; Grand Prix Ile des Poètes
- Poésie du quotidien, "Essai", Éditions de la Nouvelle Hermine, 1986
- Le Doute et l'Espérance, Art et Poésie, 1988
- Reflets Poétiques de l'Ethnie Française, tome 3, Grassin, 1988
- Poèmes d'ombres et de lueurs, Art et Poésie, 1993
- Crescendo d'amour, Éditions Regards, 2008 ; Illustrations de Jacques Chêne
- Dits et Non-dits de l'Amour, Éditions Regards, 2010

### Romans policiers

#### SérieCommissaire Duprat
- Jamais deux sans trois, (sous le nom de "Harry Meillian"), Imprimerie moderne, 1956
- Surprise-partie, Éditions du Puits-Pelu, coll. « La Loupe » no 60, 1957
- Amour, Délits et Morgue, Éditions du Puits-Pelu, coll. « Le Glaive » no 136, 1958
- Crimes au village, Éditions Beaulieu, coll. « Les Romans noirs franco-américains » no 22, 1973 ; réédition Transworld Publications, coll. « La Cible noire » no 30, 1974
- L’énigme des perles jaunes, Transworld Publications, coll. « La Cible noire » no 29, 1974 ; Grand Prix du Roman Policier.
- Le Secret du colonel, Transworld Publications, coll. « La Cible blanche » no 9, 1974
- Pari pour un crime, Presses Aquitaine, coll. "Super-Police" no 2, 1976
- Poulet à l'étouffée , Éditions du Livre universel, coll. « Calibre 9 » no  4, 1976
- La Pension des glycines, Éditions du Livre universel, coll. « Calibre 9 » no 5, 1976
- Le Costume de Satan suivi de Aveux Spontanés, Presses européennes, coll. « Pocket Suspense » no 4, 1977 ; réédition, Éditions du Masque d'or, coll. « Adrénaline », 2009
- Caroline a disparu, Éditions du Masque d'or, coll. « Adrénaline », 2005
- L'Inconnu de Saint-Pérain, Éditions du Masque d'or, coll. « Adrénaline », 2006
- Le Clan des Amolph, Éditions du Masque d'or, coll. « Adrénaline », 2006
- Aveux spontanés, (réédition), Éditions du Masque d'or, 2010

### Autres romans
- Le Monstre, L'Amitié par le livre, 1977 ; Prix Maupassant ; réédition : Éditions du Masque d'or, coll. « Sagapo », 2009
- À la folie, L'Amitié par le livre, 1990
- Sales petites histoires de famille, Éditions du Masque d'or, coll. « Sagapo », 2011

### Contes et nouvelles
- Les Contes de la terre, Du Barrois, 1981

### Théâtre
- La Haine du mal, drame en un acte et trois tableaux, Cahiers de la pensée française, 1958
- Jeux d'enfants, en un acte, L'avant scène
- Le Mari de Mademoiselle, comédie en trois actes, Art et Poésie, 1971. créée par le "Grenier du Nohain", Eden Cinéma, Cosne-sur-Loire, le 17/10/1972.
- Qui a tué le pépé ?, comédie policière en trois actes, Art et Poésie, 1973
- Nous irons à Venise, comédie en trois actes, Art et Poésie, 1980

## Filmographie

### Comme scénariste
- 1967 : L'Homme aux cheveux gris, téléfilm policier français réalisation O.R.T.F. de Max-Firmin Leclerc, avec Fernand Sardou, Pauline Carton, Alexandre Rignault, Mireille Perrey, Jacques Degor, Françoise Fleury, Suzy Marquis, Lutz Gabor, Nathalie Nort, Marcel Alba, Bernard Rodriguez, Philippe Chauveau.